# Spanjaarden in Nederland
Met Spanjaarden in Nederland (Spaans: Españoles en Países Bajos / Españoles en Holanda) worden in Nederland wonende Spanjaarden, of Nederlanders van Spaanse afkomst aangeduid. Volgens het Centraal Bureau voor de Statistiek (CBS) woonden er per 1 januari 2022 zo’n 54.269 Nederlanders met een Spaanse migratieachtergrond in Nederland.

## Geschiedenis
De relatie tussen Nederland en Spanje gaat terug tot de middeleeuwen. Vanaf de heerschappij van keizer Karel V tot aan de Tachtigjarige Oorlog was Nederland een deel van Spanje (het Spaanse Rijk). 
Op 8 april 1961 kwam tussen Nederland en Spanje een wervingsverdrag tot stand, waardoor er in de jaren '60 veel arbeidskrachten geworven werden en migreerden naar Nederland. Ze kwamen vooral uit Andalusië en Extremadura.
In  1965  immigreerden  ruim 11 duizend Spanjaarden en bijna 3 duizend Italianen naar Nederland. Slechts een klein deel van deze Zuid-Europese migranten bleef permanent in Nederland. Van de Spaanse immigranten die in de jaren 1964–1973 naar Nederland kwamen, was tien jaar later driekwart weer vertrokken (bij de Italianen: 60%). In het recessiejaar 1967 vertrokken er meer Spanjaarden (7 duizend) dan er immigreerden (2,5 duizend).
Veel van de inmigranten kwamen als gastarbeider te werk bij de metaalindustrie in de haven van Rotterdam, de Koninklijke Hoogovens in IJmuiden, bij Philips in Eindhoven, de textielindustrie in Twente en in het westen van Noord-Brabant en in de vleesverwerkingsindustrie in het oosten van Noord-Brabant.

## Aantal
In 1996 woonden circa 28.400 personen met een Spaanse migratieachtergrond in Nederland. In 2010 groeide het aantal Spanjaarden in Nederland tot 33.333 personen, een stijging van 17% ten opzichte van 1996 (oftewel: een jaarlijkse groei van 1,23%). De groei van de Spaanse gemeenschap tussen 1996-2010 was grotendeels het gevolg van de groei van de tweede generatie Spanjaarden (van 11.700 tot 15.000 personen). Vanwege de verslechterde economische situatie in Spanje, als gevolg van de Europese staatsschuldencrisis, nam het aantal Spaanse immigranten in Nederland vanaf 2010 relatief snel toe. Tussen 2010 en 2020 is het aantal Nederlanders met een Spaanse migrantieachtergrond alleen al met 47% toegenomen, hetgeen een jaarlijkse groei van 4,73% betekent. Vooral het aantal Spanjaarden van de eerste generatie Spanjaarden nam tussen 2010 en 2020 snel toe.
| Jaar             | 1996   | 2000   | 2005   | 2010   | 2015   | 2020   |
| ---------------- | ------ | ------ | ------ | ------ | ------ | ------ |
| Eerste generatie | 16 718 | 17 289 | 17 450 | 18 322 | 23 763 | 31 032 |
| Tweede generatie | 11 703 | 12 734 | 13 836 | 15 011 | 16 520 | 18 084 |
| Totaal           | 28 421 | 30 023 | 31 286 | 33 333 | 40 283 | 49 116 |

## Bekende Nederlanders van Spaanse komaf
- Nathalie Alonso Casale (1970) - cineast
- José Fortes Rodriguez (1972) - voormalig voetballer
- Juan Viedma Schenkhuizen (1974) - voormalig voetballer
- Javier Guzman (1977) - stand-upcomedian, cabaretier en (stem)acteur
- Emilio Guzman (1981) - stand-upcomedian en cabaretier
- Rafael van der Vaart (1983) - voormalig profvoetballer
- Yolanthe Cabau (1985) - actrice en televisiepresentatrice
- Hans Mulder (1987) - voetballer
- Jesjua Angoy-Cruyff (1993) - voetballer
- Kevin Gomez Nieto (1994) - voetballer
- Marco Asensio (1996) - voetballer
- Enric Llansana (2001) - voetballer